# Munising (Míchigan)
Munising es una ciudad ubicada en el condado de Alger en el estado estadounidense de Míchigan.  Es sede del condado de Alger. La localidad en el año 2010, tenía una población de 2.355 habitantes, con una densidad poblacional de 99.37 personas por km².

## Geografía
Munising se encuentra ubicada en las coordenadas 46°25′0.81″N 86°38′28.57″O / 46.4168917, -86.6412694. Según la Oficina del Censo, la localidad tiene un área total de 23,7 km² (9,2 mi²), de la cual 13,9 km² (5,4 mi²) es tierra y 9,8 km² (3,8 mi²) (41.40%) es agua.

### Localidades adyacentes
El siguiente diagrama muestra a las localidades en un radio de 60 kilómetros (37,3 mi) de Munising.

## Demografía
En el 2000 la renta per cápita promedia del hogar era de $33.899, y el ingreso promedio para una familia era de $46.133. El ingreso per cápita para la localidad era de $19.779. En 2000 los hombres tenían un ingreso per cápita de $41.333 contra $24.444 para las mujeres. Alrededor del 11.40% de la población estaba bajo el umbral de pobreza nacional.